# Бурмак, Александр Владимирович
Александр Владимирович Бурмак (род. 26 июня 1978, Саратов) — российский политический и государственный деятель, депутат Саратовской областной думы VII созыва (2022—2025), глава администрации Кировского района города Саратова (с марта 2025).

## Биография
Родился 26 июня 1978 года в городе Саратове.
- 2000 год — окончил Саратовский государственный технический университет.
- 2001—2006 годы — работа в ОАО «Саратовоблгаз».
- С 2006 года — член Всероссийской политической партии «Единая Россия».
- 2006—2008 годы — работа в аппарате Саратовского регионального отделения партии «Единая Россия».
- 2008—2019 годы — работа секретарём избирательной комиссии Саратовcкой области.
- 2012 год — окончил Саратовскую государственную юридическую академию.
- 2019—2020 годы — руководитель Регионального исполнительного комитета Саратовского регионального отделения Всероссийской политической партии «Единая Россия».
- 2020—2022 годы — заместитель главы администрации города Саратова по социальной сфере.
- 2022—2025 годы — депутатом Саратовской областной Думы VII созыва.
- С 14 марта 2025 года назначен главой администрации Кировского района города Саратова[1].